# Geoffroea horsfieldii
Geoffroea horsfieldii là một loài thực vật có hoa trong họ Đậu. Loài này được (Lesch.) Oken miêu tả khoa học đầu tiên năm 1841.